# Suzuki GT 500
Die Suzuki T 500 (später GT 500) ist ein Motorrad der 1970er Jahre. Hersteller war die japanische Firma Suzuki.

## Beschreibung
Der Antrieb erfolgte durch einen Zweizylinder-Zweitaktmotor mit einem Hubraum von 492 cm³ und einem Drehmoment von 52 Nm bei 6000 min−1 und einer Leistung von 47,7 PS bei 7000 min−1. Die Motorleistung ließ Suzukis erste größere Konstruktion im Kreis der damals noch vorherrschenden englischen Maschinen von Triumph und Norton mitziehen. Motorleistung mit entsprechendem Drehmoment gab es ab einer Drehzahl von 2500 min−1 bis 6500 min−1. Das Motorrad war solide konstruiert und im Vergleich mit gleich starken Aggregaten sehr preiswert (ca. 1000 US-Dollar) und zuverlässig. Der Zweitaktmotor war wegen der fehlenden Ventiltechnik einfacher zu warten als ein Viertaktmotor. Suzukis 500er wog leer 187 kg.
Kurvensicheres Fahrwerk entspannte die Nerven.
Was Honda lange Zeit nicht richtig auf die Reihe brachte, setzte Suzuki mit Bravour um. Das „sportlich-straff“ abgestimmte Fahrwerk verzichtete auf „Schaukel- und Schlingerbewegungen zur Freude der GT500-Fahrer. Alle abstehenden „Schleifteile“ waren eng um den Fahrzeugunterbau gruppiert.“, lobte MOTORRAD in einem Vergleichstest von 1976 die auf dem Nürburgring gefahrene Suzuki. Für ein Tourenmotorrad fiel die Federung jedoch zu straff aus, um lange Strecken „schmerzfrei“ bewältigen zu können.

## Fahrwerk
Der Doppelschleifen-Stahlrohrahmen war stabil und verwindungssteif. Eine Telegabel mit 110 Millimeter Federweg übernahm Führung und Federung vorne. Gebremst wurde mittels hydraulischer Scheibenbremse.
Die hintere verbaute, seilzugbetätigte Trommelbremse zeigte unter Belastung schnell Fading. Doppelschwinge und fünffach verstellbare Federbeine mit 70 Millimeter Federweg.
Das Fahrwerk war gewöhnungsbedürftig und im Vergleich zu beispielsweise englischen Maschinen eher schlecht, aber da die Konstruktion grundsätzlich Stabilität besaß, war das Fahrverhalten der Maschine mit einfachen Mitteln (anderen Stoßdämpfern, Schwingen-Lenkkopflagerung und Bereifung) zu verbessern. Die Höchstgeschwindigkeit lag ab Werk bei ca. 170 km/h, der Verbrauch, je nach Fahrweise, bei 8 bis 10 l pro 100 km. Der Tankinhalt von 14 l (einschließlich der Reserve) und die mangelnde Qualität der elektrischen Anlage des Motorrads gaben Anlass zur Kritik.

## Technische Daten

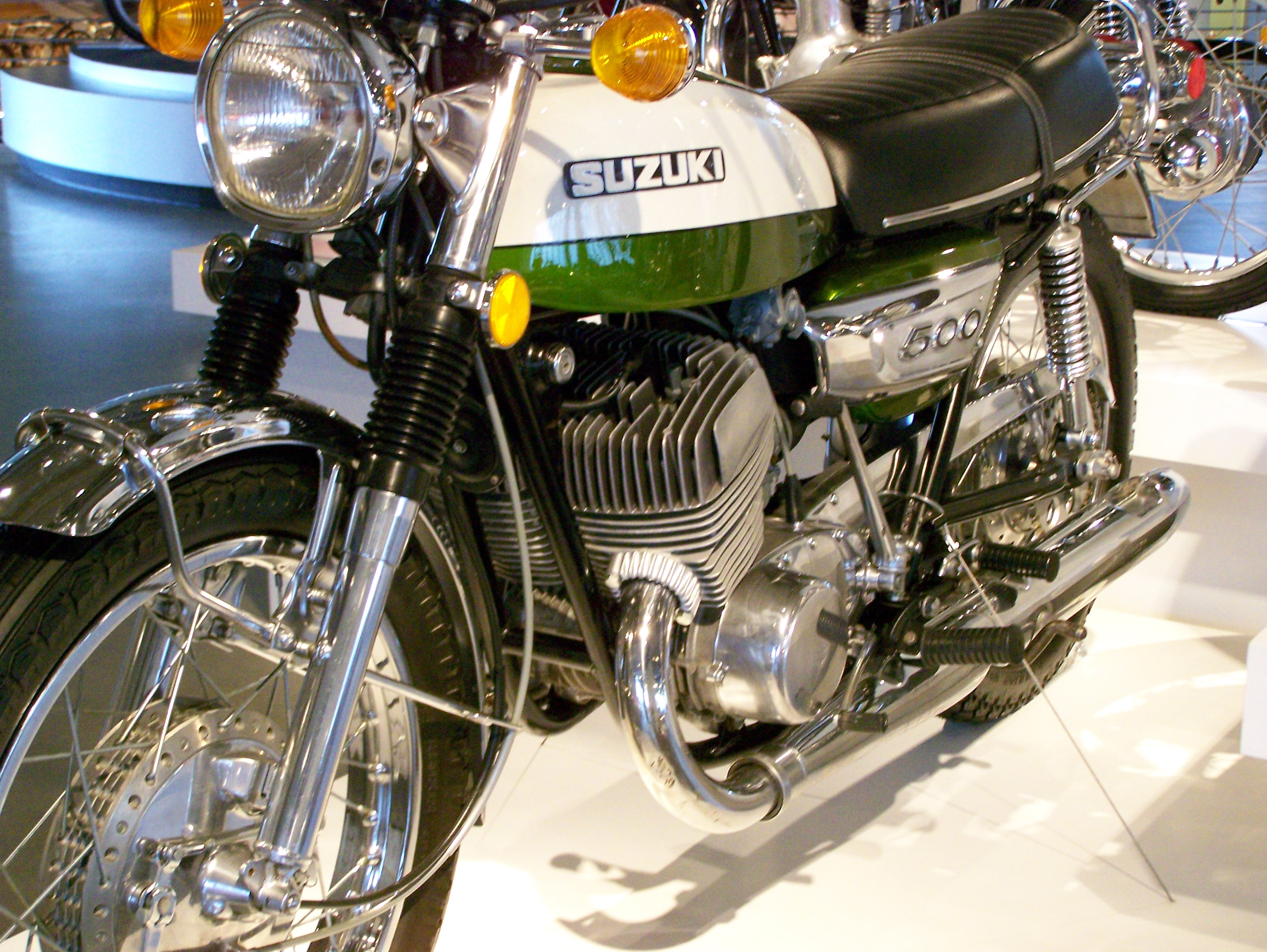
T 500

Das Motorrad besaß einen luftgekühlten schlitzgesteuerten Zweitakt-Zweizylindermotor mit einer Bohrung von 70 mm und eine Hub von 64 mm (die Kolben sind baugleich mit der wassergekühlten GT 750). Das Getriebe hat fünf Gänge und einen Kickstarter. Zwei Vergaser von Mikuni mit einem Durchmesser von 34 mm (später 32 mm) erzeugen das Kraftstoffgemisch. Der Sekundärantrieb erfolgt durch eine offen laufende Kette. Das Fahrwerk besteht aus einem Doppelschleifen-Rohrrahmen. Der Radstand beträgt 1470 mm. Die Verzögerung erfolgt durch eine Duplextrommel am Vorderrad und eine Simplextrommel am Hinterrad. Die Bereifung ist 3.25 vorn und 4.00 hinten. Der Federweg vorn ist 110 mm und hinten 70 mm.

## Modellgeschichte
Um die Kolben- und Kurbelwellenschmierung sicherzustellen, besaß die 500er Suzuki, wie ihre konstruktiv kleineren Vorgängermodelle Suzuki T 20 und T 250, eine Frischölschmierung (Suzuki-Posi-Force-Lubrication) mittels Last- und Drehzahl abhängiger Ölpumpe und musste nicht mit einem Benzin-Öl-Gemisch betankt werden. Bereits Ende 1967 anlässlich der jährlichen Londoner Motorshow in Earl’s Court vorgestellt, wurde Suzukis 500er 1968 unter der Bezeichnung T-500-I-Cobra auf den Markt gebracht. Dieses Modell ist von den anderen Modellen der Baureihe durch den Tank mit seinen seitlichen Chromblenden und Kniegummis und durch die in der entsprechenden Farbe lackierten Instrumente, Lampenhalter, Scheinwerfergehäuse und Stoßdämpferabdeckungen zu unterscheiden. Der Twin wurde 1969 mit verlängerter Schwinge, anderen Kolben und Zylindern und anderen Steuerzeiten als T 500 II Titan verkauft. Der kraftvolle Motor und ein neues Design - (Tank, Seitendeckel, Instrumente, Schutzbleche, Sitzbank) - ließen die 500er Suzuki zu einem Erfolgsmodell werden.
Suzukis T/GT 500 wurde mit dem nur wenig veränderten Motor noch bis zum Jahr 1977, zuletzt mit der Bezeichnung GT 500 B hergestellt. Der Motor arbeitet nach dem betriebssicheren Prinzip der Umkehrspülung arbeitet. Ab Baujahr 1976 bekam die GT 500 eine kontaktlose CDI-Zündanlage. Die Ansaugwege zwischen Vergasern und Zylindern wurden um ca. 4 cm verlängert. Dadurch wurde die Spitzenleistung etwas gesenkt und das Drehmoment bei niedriger Drehzahl verbessert. Den GT 500 A/B Modellen wurden 38 PS bei 6000 min−1 im Fahrzeugbrief bescheinigt.
Das Modell GT 500 A wurde 1976 mit einer Scheibenbremse am Vorderrad mitsamt der moderneren GT-Telegabel und den Instrumenten der GT 250 ausgestattet. Zusätzlich erhielt sie den Benzintank der GT 750 mit 17 Liter Inhalt.
Bereits 1974, ab dem L-Modell, hatte die Suzuki-Motor-Corporation das Getriebeölvolumen von 1,2 auf 1,4 l angehoben, da bei hohen Dauergeschwindigkeiten Getriebeschäden am In Deutschland wurden die Modelle GT 500 A und B, wegen der Umstellung der Versicherungstarife von Hubraum- auf Leistungsklassen, auch mit einer Leistungsdrosselung (Reduzierstücke in den Ansaugwegen und anderen Vergaserdüsen) auf 27 PS angeboten, wodurch allerdings bei einem Gewicht von mittlerweile 195 kg und einer maximalen Geschwindigkeit von ungefähr 130 km/h der sportliche Charakter dieser Maschine litt. Die GT 500 A und B waren kein wirtschaftlicher Erfolg. Das Ende für größere Zweitaktmaschinen kam eigentlich schon zwei Jahre zuvor, durch geänderte Abgasbestimmungen in den USA, dem größten Absatzmarkt, die mit dieser Technik nicht mehr eingehalten werden konnten.

## Typenbezeichnungen

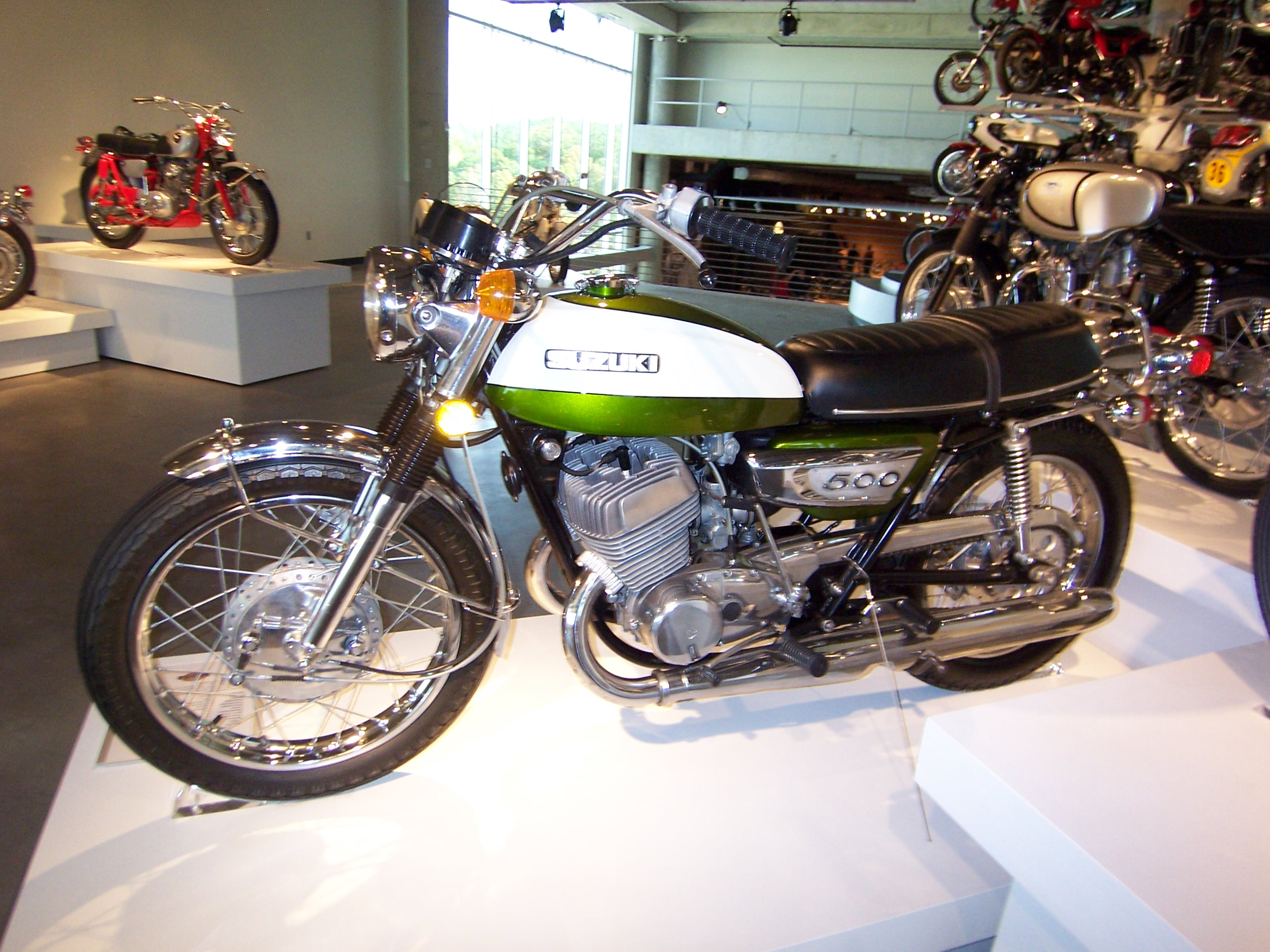
T 500

- Bj. 1968: T 500 I Cobra, 46 PS bei 7.000 min−1
- Bj. 1969: T 500 II Titan,
- Bj. 1970: T 500 III,
- Bj. 1971: T 500 R, 47 PS bei 7.000 min−1, 52 Nm bei 6.000 min−1
- Bj. 1972: T 500 J,
- Bj. 1973: T 500 K, 45 PS bei 7.000 min−1, 53 Nm bei 5.500 min−1
- Bj. 1974: T 500 L, 44 PS bei 6.000 min−1, 53 Nm bei 5.500 min−1
- Bj. 1975: T 500 M,
- Bj. 1976: GT 500 A, 38 PS bei 6.500 min−1, 53 Nm bei 5.500 min−1
- Bj. 1977: GT 500 B, 38 PS bei 6.000 min−1, 46 Nm bei 5.500 min−1

## Schwachstellen und Tipps für den Oldtimerkauf
Die Suzuki GT 500 besitzt eine zuverlässige Technik. Reparaturen können teilweise selbst durchgeführt werden.
Allerdings sind Zweitakter in Sachen Auspuff und Prallblechen empfindlicher als ihre Viertakt-Brüder. Classic Data bewertet die GT 500 zwischen 600 und 3.700 Euro im Zustand Note 5 bzw. Note 1. Durch lange Bauzeiten und Gleichbauteilen gestaltet sich die Ersatzteillage noch recht gut. Schwierig zu beschaffen sind vor allem Auspuffanlagen. (Stand 2015)

## Umbauten
Die Rennversion der 500er aus dem Jahr 1970, die TR 500 Werksmaschine mit luftgekühltem Motor und einem Gewicht von ca. 145 kg bei einer Leistung von 65,4 PS erreichte eine Höchstgeschwindigkeit von 233 km/h. Ab 1973 bis 1975 wurde noch eine wassergekühlte Version mit ca. 85 PS bei 9.000 min−1 gebaut, diese war ab 1974 auch für Lizenzfahrer käuflich zu erwerben. Auch die italienische Firma Bimota benutzte den Motor dieser Version in ihrem Modell Bimota SB 1 von 1975 und 1976, das ungefähr mit 50 Stück produziert wurde.